# Јаровоје
Јаровоје (рус. Яровое) град је у Русији у Алтајском крају. Према попису становништва из 2010. у граду је живело 18604 становника.

## Становништво
| 1970.  | 1979.  | 1989.  | 2002.  | 2010.  |
| ------ | ------ | ------ | ------ | ------ |
| 11.105 | 15.156 | 21.784 | 21.363 | 18.604 |